# Amaurodon wakefieldiae
Amaurodon wakefieldiae är en svampart som först beskrevs av Burds. & M.J. Larsen, och fick sitt nu gällande namn av Kõljalg & K.H. Larss. 1996. Amaurodon wakefieldiae ingår i släktet Amaurodon och familjen Thelephoraceae.   Inga underarter finns listade i Catalogue of Life.